# Übereisenbach
Übereisenbach (en luxembourgeois : Iwwereesbech) est une municipalité allemande située dans le Land de Rhénanie-Palatinat et l'arrondissement d'Eifel-Bitburg-Prüm.

## Géographie
La commune est bordée au sud et à l’ouest par la frontière luxembourgeoise et l’Our (un affluent de la Sûre) qui la séparent de la commune du Parc Hosingen située dans le canton de Clervaux. Le village d’Übereisenbach se trouve le long de l’Our, en face des villages luxembourgeois d’Obereisenbach et Untereisenbach avec lesquels il formait l’ancienne commune d’Eisenbach jusqu’en 1815.